# 瑞士联邦统计署
瑞士联邦统计署（Swiss Federal Statistical Office，简称SFSO）为瑞士的联邦政府机构之一，隶属于瑞士联邦內政部（Federal Department of Home Affairs）。瑞士联邦统计署总部位于纳沙泰尔。